# Авив и Аполло
Авив и Аполло — аскеты Египетские, мученики. День памяти — 22 октября.
Авив и Аполло (Abib and Apollo) были двумя христианами-аскетами из Ахмима в Египте. О них упоминает Synaxarion, das ist der Heiligen-Kalendar del Koptischen Christen. Аполло родился в Ахмиме и с ранних лет готовился уйти в монастырь. Вскоре он встретил товарища Авива (возможно, родом из села Фелсея) и вместе они отправились в монастырь в Верхнем Египте. Авив служил дьяконом и умер раньше своего друга, пострадав за веру. Аполло в огорчении ушёл глубже в пустыню. Он был современником св. Макария и посещал святого Аммона, где видел женщину, что стояла в огне и не горела.
По свидетельству архидьякона Александрийского, Тимофея, в середине IV в. н. э., во времена правления Юлиана Отступника, святой Аполло жил в Фиваиде, поблизости от монастыря Эль-Мухаррак.